# Riz Soumbala
Le Riz Soumbala est un met traditionnel originaire du Burkina Faso. Il est composé essentiellement de riz et du soumbala. Il est généralement préparé dans le type de riz gras.

## Histoire
Le riz soumbala pourrait avoir sa source à Ouagadougou. Dans les années 2010 naît le phénomène de ‘’sous les manguiers’’ ou des jeunes hommes et femmes s’y rendaient pour des moments de détente et de repos. Le mélange du riz et du soumbala s’impose comme un met exceptionnel avec du poulet local.

## Préparation
Le riz a soumbala, est tout simplement du riz gras. La particularité est le soumbala. Il faut d’abord du riz blanc bien lavé avec de l’eau. Dans la marmite, on y ajoute de l’eau, du sel, de l’huile et des oignons. Puis le soumbala. Une fois que la sauce est un cuit, on ajoute le riz avec encore un peu de soumbala avant de procéder au mélange. 
Le riz soumbala n’a parfois pas besoin de beaucoup d’ingrédient comme la tomate, le poivron, le persil ou des épices. Le soumbala en lui-seul constitue une saveur qui donne un gout particulier au riz.

## Variante
Le riz soumbala peut être accompagné de poulet, de viande, de poisson. Mais pour une saveur particulière, il faut du poulet local burkinabè.

## Consommation
Le riz soumbala se consomme un peu partout. En famille, entre amis, dans les grandes cérémonies de mariage ou baptême. 

## Festivals
Plusieurs festivals sont nés à partir du riz soumbala appelé aussi en lange mooré – Moui Kolgo.

## Note et Références
1. ↑  WK, « Riz Soumbala Poulet ou RSP, un plat très prisé par les burkinabè et les touristes », sur Topinfos Plus, 3 novembre 2022 (consulté le 9 mai 2025)
2. ↑  RTBMULTIMEDIA, « Saveurs du Faso du 15 février 2025, le Riz gras au Soumbala à la soupe de pattes de bœuf », sur Radiodiffusion Télévision du Burkina, 15 février 2025 (consulté le 9 mai 2025)
3. ↑  « Riz Gras Soumbala », sur www.recettesafricaine.com (consulté le 9 mai 2025)
4. ↑  Sié Frédéric Kambou, « « Festival Mouï Kolgo » : Promouvoir le « consommons local » au Burkina Faso », sur Burkina24.com - Actualité du Burkina Faso 24h/24, 22 janvier 2022 (consulté le 9 mai 2025)